# Documentació
En sentit restringit, la documentació com a ciència documental es podria definir (a grans trets) com la ciència del processament de la informació. Integradora i globalitzadora, es tracta d'una ciència enriquidora i generalista, d'àmbit multidisciplinari o interdisciplinari. Les ciències de la documentació engloben, segons la majoria dels autors, la biblioteconomia, l'arxivística, la documentació i la museologia.
Mancant un consens, hi ha diversos autors, com Juan Ros García o José López Yepes, que la consideren una ciència (documental), alhora que una disciplina, no només una tècnica. També poden considerar-se, en sentit general, les ciències de la documentació i la documentació com a sinònims, si el context no pertorba la intenció de l'emissor, és a dir, si no es distorsiona el missatge de l'interlocutor perquè no es dona ambigüitat semàntica.

## Història
Cada ciència documental té una llarga història, però la més antiga és sens dubte l'arxivística. Segons el país, es tracta d'uns estudis universitaris amb titulació superior (existent en dos cicles abans de la Convergència Europea, per exemple al Japó) amb un nom o un altre, però que també s'imparteix en centres d'ensenyament privats des de fa anys. Abans la carrera professional es denominava "Biblioteconomia i Documentació" i ara el seu nom és "Informació i Documentació".
La disciplina de la Ciència de documentació, que marca els primers fonaments teòrics de la ciència moderna de la informació, va sorgir en l'última part del segle xix a Europa amb la finalitat d'organitzar la literatura acadèmica. Molts historiadors de la ciència d'informació citen Paul Otlet i Henri La Fontaine com els pares de la ciència de la informació amb la fundació de l'Institut Internacional de Bibliografia (IIB) en 1895. Otlet va dissenyar la Classificació Decimal Universal, basat en el sistema de classificació decimal de Melvil Dewey i Henri La Fontaine (guanyador del Premi Nobel de la Pau el 1913).
Una segona generació de documentalistes europeus va sorgir després de la Segona Guerra Mundial, sobretot Suzanne Briët. El terme "Ciència de la informació" no és utilitzat popularment al món acadèmic fins a algun moment de l'última part del segle xx.

## Documentació Informativa
Documentació en els centres de documentació de premsa.
- Conceptualització: "La mode informatiu que té per objecte la valoració, selecció, classificació i arxiu per al seu posterior ús de textos i referències sobre idees, fets, judicis i opinions, per tal d'elaborar la informació periodística i / o difondre informació documental de base periodística "(Galdón López 1989)
- Naturalesa: Textos i referències escrits sobre qualsevol suport o format, incloent imatges fixes, gràfics i documents sonors o audiovisuals.

Finalitat:
1. Comprobatoria-verificativa: Comprovació de dades i aportació d'informació sobre els temes sobre els quals es va a treballar.
2. Contextualització: Permet explicar les causes i conseqüències dels esdeveniments i establir relacions espaciotemporals per descriure els esdeveniments.
3. Suport visual de la informació: Proporcionant el material icònic i visual necessari per a editar les peces informatius.
4. Suport de la línia editorial del mitjà o dels articles d'opinió.
5. Recerca: Preparar material per redactar treballs de recerca sobre personatges, esdeveniments, temes, situacions.

## Algorisme científic
Té a veure amb la gestió del coneixement, que consisteix en utilitzar qualsevol tipus d'informació i fer-la productiva o que doni el màxim benefici, com si es tractés d'un altre bé econòmic. Així mateix, té a veure amb l'arquitectura de la informació o com es construeixen els models per als suports: Internet o enquestes, dades numèriques, fotografies, mapes, diaris, articles de revistes, etc., és a dir, un nombre il·limitat de suports. També té el model la connotació d'un mètode científic, mitjançant un algorisme, que valida els resultats de cerca mitjançant la utilització de bases de dades relacionals (taules de dades).

## Biblioteconomia
En biblioteconomia és la recuperació i presentació classificada, ordenada i valorada de documents impresos i de vídeo i àudio sobre un tema precís, que pot ser un article o un sistema o un producte o un descriptor. En una obra científica és la bibliografia d'un informe final, tant la que ha estat utilitzada com la suggerida d'ampliació. En cinematografia, és la recopilació de fonts escrites o audiovisuals sobre una pel·lícula (documentació d'un tema).
En l'obra científica o de no ficció formarà part dels crèdits de la qualitat del treball o bibliografia utilitzada, i és part del treball desenvolupat, on hauran de figurar llistes de fonts; també són tècniques de documentació els glossaris, els índexs temàtics i d'autors citats, taules auxiliars, etc.
Com a funcions d'un bibliotecari-documentalista professional, com a autor o com a col·laborador, l'especialista en documentació coneix totes les variants descrites i utilitza programes de còmput específicament desenvolupats per programadors i que ell mateix pot adaptar a cada tasca, com per exemple construir de forma instantània un índex de matèries pel mètode de paraules utilitzades i les seves freqüències o fer una anàlisi de contingut o construir algun tipus d'indicador de mesura de la informació o investigar sobre algorismes de cerca o sobre motors de cerca en l'àmbit de la informàtica.
El model d'un sistema d'informació serà amb un model sistèmic aplicat a un sistema complex. Inclourà la captació de fonts i la seva adequació al problema a documentar; això serà la primordial tasca. El propòsit és fer màxima la quantitat d'informació captada i mínima la bàsica utilitzable.
En el procés d'un treball sobre qualsevol tema es comença amb documentar-se sobre el que es va a treballar, i la forma més simple és consultar enciclopèdies temàtiques o bases de dades en Internet, com Wikipedia.org, geocities.com, Dialnet, Recercat Arxivat 2014-04-20 a Wayback Machine., etc. D'una forma progressiva es troben fonts noves i molta informació precisa.

## Documentació informativa
Documentació en els centres de documentació de premsa.
- Conceptualització: "La manera informativa que té per objecte la valoració, selecció, classificació i arxiu per al seu posterior ús de textos i referències sobre idees, fets, judicis i opinions, amb la finalitat d'elaborar la informació periodística i/o difondre informació documental de base periodística" (Galdón López1989)
- Naturalesa: Textos i referències escrits sobre qualsevol suport o format, incloent imatges fixes, gràfics i documents sonors o audiovisuals.
- Finalitat:
- # Comprovadora-verificativa: Comprovació de dades i aportació d'informació sobre els temes sobre els quals es va a treballar.
- # Contextualització: Permet explicar les causes i conseqüències dels esdeveniments i establir relacions espaciotemporals per descriure els esdeveniments i oferir una interpretació fefaent d'ells.
- # Suport visual de la informació: Proporcionant el material icònic i visual necessari per editar les peces informatius.
- # Suport de la línia editorial del mitjà o dels articles d'opinió.
- # Investigació: Preparar material per redactar treballs de recerca sobre personatges, esdeveniments, temes, situacions.

Competències informacionals
Reconèixer i determinar la necessitat d'informació.
1. Definir la necessitat informativa.
2. Identificar els diferents tipus de fonts d'informació potencials.
3. Tenir present els costos i beneficis que comporta l'adquisició de la informació necessària.
4. Replantejar constantment la naturalesa i el nivell d'informació necessaris.

Accedir a la informació de manera eficaç i eficient vol dir identificar els recursos disponibles i saber com interrogar-los.
1. Seleccionar les fonts més adequades al tipus d'informació que necessitem.
2. Dissenyar i desenvolupar una estratègia de cerca eficaç.
3. Obtenir informació de qualsevol de les fonts triades i disponibles. Les ajudes.
4. Executar la reserca, redissenyar l'estratègia si es necessària.

Avaluar críticament la informació obtinguda i les seves fonts vol dir:
1. Aplicar uns criteris d'avaluació de la informació obtinguda. Hem recuperat informació pertinent?
2. Aplicar uns criteris d'avaluació de les fonts consultades: autoria/fiabilitat de continguts, actualitat, valor de la informació, navegació i recuperació, visibilitat,...

Comunicar la informació vol dir ser conscients de com treballar amb els resultats obtinguts:
1. Analitzar i treballar amb la informació recopilada. Resumir les idees principals i sintetitzar-les per construir nou coneixement. Determinar dels nous coneixements el valor afegit, les contradiccions,...
2. Comunicar/compartir la informació de manera adequada (format, situació…)

Ús de la informació. Utilitzar la informació de manera ètica, legal i respectuosa vol dir:
1. Comprendre les qüestions ètiques, legals i socials que envolten la informació i les tecnologies de la informació.
2. Aplicar i complir la reglamentació amb relació a l'accés i l'ús dels recursos d'informació (adquisició, publicació i distribució).
3. Reconèixer la utilització de les fonts d'informació i citar-les correctament.

## Característiques de la documentació informativa
- Enciclopedisme i heterogeneïtat.
- Dualitat en l'origen de les fonts.
- Desequilibri en el tractament dels temes.
- Obsolescència de la informació.
- Dicotomia text-imatge.
- Diversitat dels usuaris.
- Coincidència episòdica.
- Redundància cíclica.
- Efecte Mateu.
- Multiplicitat de suports.
- Fragmentació de suports.
- Latència.
- Documents composts: diversitat de codis semiòtics per transmetre informació.
- Relativitat del significat: diverses lectures i usos dels significats.